# رود یزغلام
رود یزغلام (به لاتین: Yazghulom) یک رود در تاجیکستان است که در ولایت خودمختار بدخشان کوهستانی واقع شده‌است.